# Konioudou
Konioudou är en ort i Burkina Faso.   Den ligger i provinsen Bazega Province och regionen Centre-Sud, i den centrala delen av landet, 40 km sydost om huvudstaden Ouagadougou. Konioudou ligger 293 meter över havet och antalet invånare är 1 804.
Terrängen runt Konioudou är platt. Närmaste större samhälle är Kombissiri, 6,6 km väster om Konioudou.
Trakten runt Konioudou består till största delen av jordbruksmark. Runt Konioudou är det ganska tätbefolkat, med 104 invånare per kvadratkilometer.